# 중국 전신 부호
중국전신부호, 중국전신코드 혹은 중국상업코드(중국어 간체자: 中文电报码, 정체자: 中文電報碼, 병음: Zhōngwén diànbàomǎ)는 한문으로 작성된 메시지를 전기적으로 전송하는 데 사용되는 4자리 십진수로 문자 인코딩된 기호다.

## 인코딩과 디코딩
중국전신기호를 인코딩하고 디코딩하기 위한 코드북이 있으며, 한자와 일대일 대응되는 0000 부터 9999 까지의 네 자리 숫자를 보여 준다. 한자는 부수와 획에 따라 사전순으로 배열되고 각각의 번호가 부여된다. 책의 각 페이지에는 10×10 테이블에 총 100쌍의 한자와 숫자가 표시되어 있다. 코드의 두 자리는 페이지 번호와 일치하고, 다음 숫자는 행 번호, 마지막 숫자는 열 번호와 일치하며, 1은 가장 오른쪽 끝 열이다. 예를 들어 가운데 중中(zhōng)의 코드는 0022로 이는 코드북 00페이지 2행 2열에 배정된 것을 의미한다. 글월 문文(wén)의 코드는 2429 로 24페이지 2행 9열에 배정되어 있다. 중국의 《표준 전신 코드북》(우편통신부 2002)에는 약 7,000개의 한자 및 코드들이 수록되어 있다.
발신자는 한자로 작성된 메시지를 코드북에 따라 그 한자에 부여된 숫자로 변환해야 한다. 예를 들어, "중국어 정보"를 의미하는 中文信息(Zhōngwén xìnxī)를 코드 형태인 0022 2429 0207 1873 변환한 뒤에 모스 부호를 통해 전송한다. 수신자는 모스 부호를 해독하여 위 숫자들을 다시 코드북을 참조하여 하나 하나 해독한다.
코드북은 한문 뿐 아니라 주음부호, 라틴 알파벳, 키릴문자 및 월(月), 일(日)수 및 시간에 대한 특수 기호들 또한 정의한다.
사용자는 메시지를 직접 숫자로 번역할 수도 있고, 소액의 비용을 지불하고 전문 전신 기사에게 번역을 요청할 수도 있다. 중국전문전신 기사는 자주 사용되는 수천 개의 코드를 외우고 있다.
《표준 전신 코드북》은 한문에 대한 대체 3자리 코드( AAA, AAB, ...)를 제공하며 전보 메시지를 압축하고 4자리 코드에 비해 국제 수수료를 25% 절감할 수 있다.

### 사용
숫자가 주어진 문자를 찾는 것은 페이지, 행, 열 등으로 간단하지만 숫자로 변환하는 과정이 복잡하고 어려운 단점이 있다. 사각호마는 모양으로 글자를 더 쉽게 찾을 수 있도록 1920년대에 개발되어 오늘날에도 컴퓨터의 중국어 입력 방식으로 사용되고 있다.

## 역사

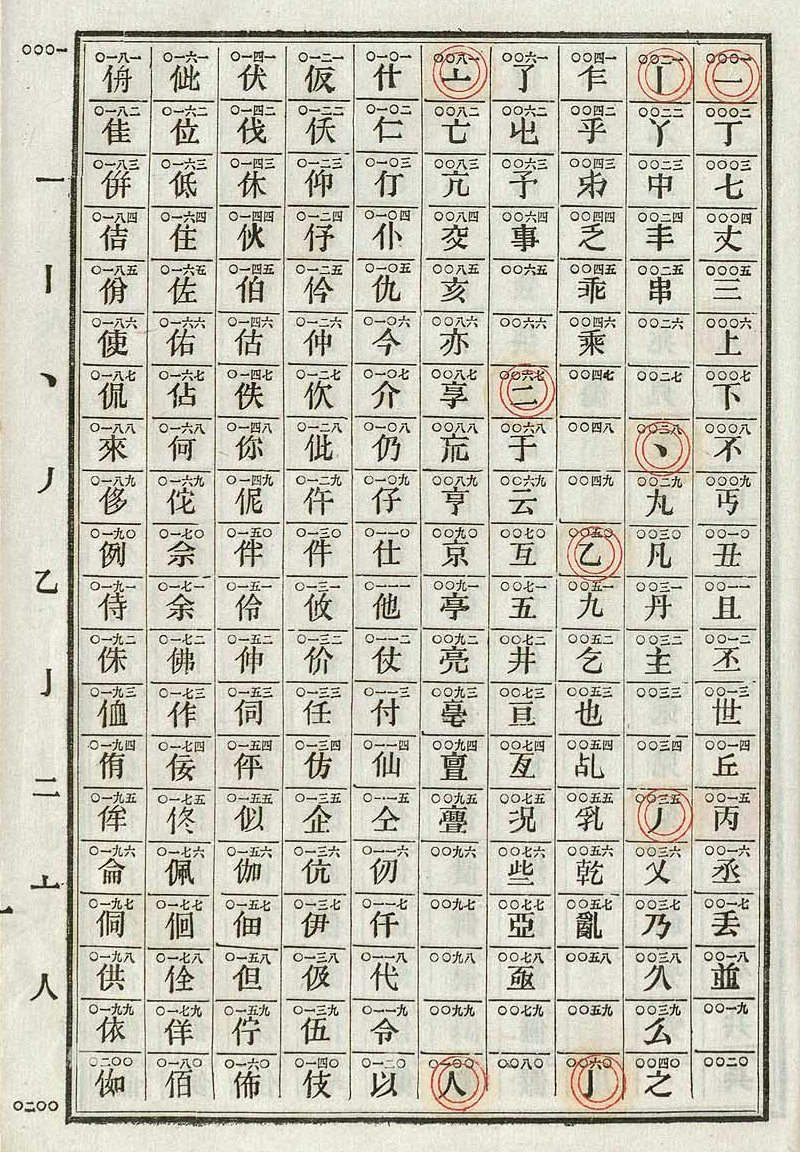
Viguier의 중국 전신 코드는 0001 부터 0200 까지 배정되어 있다(Viguier 1872). 더 이상 사용되지 않는다.

최초의 중국어 전신 코드는 대북전보공사(大北電報公司/大北电报公司)가 1871년 중국에 전신을 도입한 직후에 사용되었다. Septime Auguste Viguier는 프랑스인 상하이 세관원으로 덴마크의 천문학자인 Hans Carl Frederik Christian Schjellerup의 초기 연구를 계승하여 코드북(Viguier 1872)을 출판했다.
이전 코드들의 부족함과 문자의 혼란을 고려해 정관잉은 1881년에 새로운 코드북을 편찬했으며, 이는 교통운수부가 1929년에 새 책을 출판하기 전까지 사용되었다.
1949년 중화인민공화국이 건국된 이후, 코드북은 중국 본토와 대만이 서로 독립적으로 개정하면서 두 가지로 갈라졌다. 중화인민공화국의 표준인 《표준 전신 코드북》은 1983년에 간체자를 채택했다.

## 애플리케이션
중국어 전신 코드는 컴퓨터 중국어 입력 방법으로 사용될 수 있지만 오늘날 컴퓨터 사용자들에게는 많은 코드들을 암기해야 하기 때문에 잘 사용 되지 않고 문자를 모양별로 찾아볼 수 있는 사각호마가 사용된다.
홍콩 및 마카오 신분증에는 소지자의 중국어 이름에 대한 중국 전신 코드가 표시되어 있다. 홍콩 정부와 기업이 제공하는 비즈니스 양식에는 중국어 이름에 대한 전신 코드를 입력해야 하는 경우 또한 존재한다. 미국 비자 DS-160 양식을 작성할 때 신청자의 이름이 한자로 된 경우에도 중국 전신 코드를 사용한다.
중국전신코드는 중국 이름의 다양한 발음 철자가 혼란을 야기할 수 있는 중국 소수 민족과 관련된 전 세계 법 집행 조사에서 광범위하게 사용된다. 방언의 차이 (예를 들어 표준 중국어의 오씨(吳先生)는 광둥어에서 Ng가 되고, 광둥어의 호씨(胡先生)는 중국어에서 Hu로 발음되는 현상) 및 로마자 표기 체계와의 차이는 입국 심사관 혹은 조사관에게 혼란을 줄 수 있지만 중국 전신 코드를 사용하게 되면 이러한 문제를 해결할 수 있다. 예시로 소애국(萧爱國(간체) / 蕭愛國(번체))의 경우 CTC: 5618/1947/0948로 변환된다.

## 같이 보기
- 전신 코드
- 표준 전신 코드북 (标准电码本(修订本)), 1983의 위키낱말사전 페이지

## 참고문헌
- Baark, Erik. 1997. Lightning Wires: The Telegraph and China’s Technological Modernization, 1860–1890. Greenwood Press. ISBN 0-313-30011-9.
- Baark, Erik. 1999. “Wires, codes, and people: The Great Northern Telegraph Company in China.” In China and Denmark: Relations Since 1674, edited by Kjeld Erik Brødsgaard and Mads Kirkebæk, Nordic Institute of Asian Studies, pp. 119–152. ISBN 87-87062-71-2ISBN 87-87062-71-2.
- Immigration Department of Hong Kong. 2006. Card face design of a smart identity card. Hong Kong Special Administrative District Government. Accessed on December 22, 2006.
- Jacobsen, Kurt. 1997. “Danish watchmaker created the Chinese Morse system.” Morsum Magnificat, 51, pp. 14–19.
- Lín Jìnyì (林 進益 / 林 进益), editor. 1984. 漢字電報コード変換表 Kanji denpō kōdo henkan hyō [Chinese character telegraph code conversion table] (In Japanese). Tokyo: KDD Engineering & Consulting.
- Ministry of Post and Telecommunications (中央人民政府郵電部 / 中央人民政府邮电部 Zhōngyāng Rénmín Zhèngfǔ Yóudiànbù), editor. 1952. 標準電碼本 / 标准电码本 Biāozhǔn diànmǎběn [Standard telegraph codebook], 2nd edition (In Chinese). Beijing: Ministry of Post and Telecommunications.
- Ministry of Post and Telecommunications (中华人民共和国邮电部 Zhōnghuá Rénmín Gònghéguó Yóudiànbù), editor. 2002. 标准电码本 Biāozhǔn diànmǎběn [Standard telegraph codebook], 修订本 xiūdìngběn [revised edition] (In Chinese). Beijing: 人民邮电出版社 Rénmín Yóudiàn Chūbǎnshè [People’s Post and Telecommunications Publishing]. ISBN 7-115-04219-5ISBN 7-115-04219-5.
- Reeds, James A. 2004. Chinese telegraph code (CTC). Accessed on December 25, 2006.
- Shanghai City Local History Office (上海市地方志办公室 Shànghǎi Shì Dìfāngzhì Bàngōngshì). 2004. 专业志: 上海邮电志 Zhuānyèzhì: Shànghǎi yóudiànzhì [Industrial history: Post and communications history in Shanghai] (In Chinese). Accessed on December 22, 2006.
- Stripp, Alan. 2002. Codebreaker in the Far East. Oxford University Press. ISBN 0-19-280386-7ISBN 0-19-280386-7.
- Tianjin Communications Corporation. 2004. 资费标准: 国内公众电报业务 Zīfèi biāozhǔn: Guónèi gōngzhòng diànbào yèwù [Rate standards: Domestic public telegraph service] (In Chinese). Accessed on December 26, 2006.
- Viguier, Septime Auguste (威基謁 / 威基谒 Wēijīyè). 1872. 電報新書 / 电报新书 Diànbào xīnshū [New book for the telegraph] (In Chinese). Published in Shanghai.
- Viguier, Septime Auguste (威基謁 / 威基谒 Wēijīyè) and Dé Míngzài (德 明在). 1871. 電信新法 / 电信新法 Diànxìn xīnfǎ [New method for the telegraph] (In Chinese).
- Yasuoka Kōichi (安岡 孝一) and Yasuoka Motoko (安岡 素子). 1997. Why is “唡” included in JIS X 0221? (In Japanese). IPSJ SIG Technical Report, 97-CH-35, pp. 49–54.
- Yasuoka Kōichi (安岡 孝一) and Yasuoka Motoko (安岡 素子). 2006. 文字符号の歴史: 欧米と日本編 Moji fugō no rekishi: Ōbei to Nippon hen [A history of character codes in Japan, America, and Europe] (In Japanese). Tokyo: 共立出版 Kyōritsu Shuppan ISBN 4-320-12102-3.